# La Redoute (La Réunion)
Pour les articles homonymes, voir La Redoute.

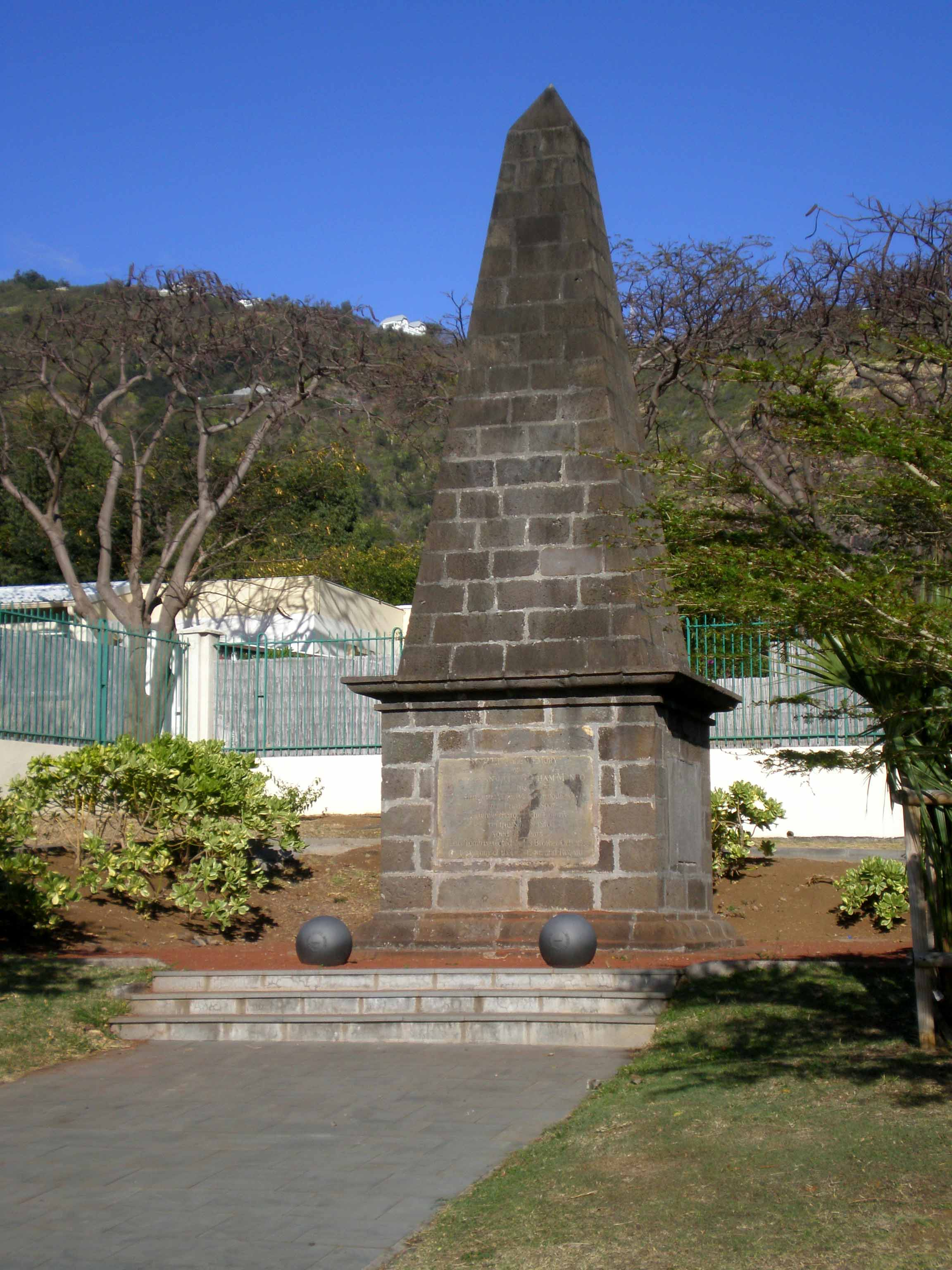
Autre stèle commémorative sur le site.

La Redoute est un quartier de Saint-Denis, le chef-lieu de l'île de La Réunion, département d'outre-mer français dans le sud-ouest de l'océan Indien. Il fut ainsi baptisé du nom du plateau où il se développa, et qui abritait autrefois une redoute, laquelle fut prise d'assaut en premier lorsque la ville tomba aux mains des Britanniques à l'occasion de la capture de l'île au début du XIXe siècle.
Situé au pied des rampes qui mènent à La Montagne, le quartier est séparé du centre-ville par le lit de la rivière Saint-Denis, qu'il surplombe. Seul un pont baptisé en l'honneur du Prince Nguyễn Phúc Vĩnh San, le pont Vinh-San, le dessert directement depuis l'autre rive, partie du quartier de La Source permettant de grimper vers celui Bellepierre. Mais La Redoute sert surtout aux citadins à accéder à la route du Littoral sans passer par le quartier littoral du Barachois, qui est généralement plus encombré et partiellement interdit à la circulation le dimanche.
Son église mise à part, deux infrastructures importantes de La Redoute sont l'hélistation et le stade d'athlétisme qu'elle côtoie, le stade de La Redoute. Fréquenté par les joggeurs du voisinage et les élèves des établissements scolaires proches, parmi lesquels le lycée Levavasseur, cet équipement sportif accueille tous les ans l'arrivée du Grand Raid, une course de montagne qui traverse l'île depuis le Sud sauvage. Autrefois, des courses de chevaux, d'ânes et de cochons y étaient organisées et remportaient un vif succès populaire : le site, qui fit un temps office de vélodrome au début du XXe siècle, fut le principal hippodrome de l'île à compter des années 1840 et jusqu'à la Seconde Guerre mondiale au moins.